# Лари Холмс
Лари Холмс (на английски: Larry Holmes) е бивш професионален боксьор, световен шампион в тежка категория.

## Биография
Роден е на 3 ноември 1949 г. в Кътбърт, Джорджия. Той израства в Истън, щата Пенсилвания, което му роди боксовия псевдоним „Убиецът от Истън“.

### Кариера
Състезава се при професионалистите от 1973 до 2002 година. Неговият ляв прав е класиран сред най-добрите в историята на бокса.  Притежава титлата на WBC в тежка категория от 1978 до 1983 г., списание The Ring и линейната титла в тежка категория от 1980 до 1985 г.,  и титлата на IBF в тежка категория от 1983 г. до 1985 г. Той прави 20 успешни защити за титлата,  което го поставя на трето място за всички времена, след Джо Луис (25) и Владимир Кличко (22). Той държи рекорда за най-дълго държана индивидуална титла в тежка категория в съвременната бокс история. Холмс е един от само петимата боксьори заедно с Джо Фрейзър, Кен Нортън, Леон Спинкс и Тревър Бербик, които са побеждавали Мохамед Али; той е единственият, който е спря Али (докато Али страдаше от ранна болест на Паркинсон).

## Професионални срещи
| #      | Рекорд | Опонент       | Тип | Рунд   | Време | Дата       | Място                      | Бележка              |
| Печели | 69 – 6 | Ерик Еш       | UD  | 10     |       | 2002-07-27 | Норфолк, Вирджиния         |                      |
| Печели | 68 – 6 | Майк Уивър    | TKO | 6 (10) | 0:45  | 2000-11-17 | Билокси, Мисисипи          |                      |
| Печели | 67 – 6 | Джеймс Смит   | TKO | 8 (10) | 2:00  | 1999-06-18 | Файетвил, Северна Каролина |                      |
| Печели | 66 – 6 | Морис Харис   | SD  | 10     |       | 1997-07-29 | Ню Йорк, Ню Йорк           |                      |
| Губи   | 65 – 6 | Брайън Нилсен | SD  | 12     |       | 1997-01-24 | Копенхаген, Дания          | За IBO титли в тежка |
| Печели | 65 – 5 | Антъни Уилис  | KO  | 8 (10) | 1:13  | 1996-06-16 | Бей Сент Луис, Мисисипи    |                      |
| Печели | 64 – 5 | Куин Наваре   | UD  | 10     | 1:13  | 1996-04-16 | Бей Сент Луис, Мисисипи    |                      |